# Aleuroclava bauhiniae
Aleuroclava bauhiniae es un insecto hemíptero de la familia Aleyrodidae. Fue descrita científicamente en 1935 por Corbett.